# 周矶街道
周矶街道，是中华人民共和国湖北省潜江市下辖的一个乡镇级行政单位。

## 行政区划
周矶街道下辖以下地区：
永丰村、联盟村、李塘村、莫沟村、团结村、吴场村、茭芭村、周矶村、金星村、黄场村、雷潭村、黄岭村、范新场村、东荆村、沿河村、赵台村、荆桥村、福康村、处直属社区、砖瓦厂社区、运输处社区、机械厂社区、广空生活区、东风林场生活区和95025部队农场生活区。